# Puyalón
Puyalón o Puyalón de Cuchas (Subida de Izquierdas) es una corriente política española de ideología nacionalista aragonesa, izquierdista e independentista, que permaneció dentro de la Chunta Aragonesista (CHA) hasta 2008. El nombre de la corriente, similar a Pueyo, significa «colina» en aragonés. La práctica mayoría de miembros de Puyalón acabaron saliendo de CHA en diversas oleadas entre 2004 y 2008, encontrando acomodo en el propio Bloque Independentista de Cuchas o también dentro de otras organizaciones independentistas aragonesas miembros en algún momento de dicha coalición como los partidos políticos de nueva creación Estado Aragonés o el homónimo Puyalón.

## Historia

### Inicios como corriente interna de CHA
La corriente izquierdista e independentista que se constituyó dentro de la Chunta Aragonesista en la década de 1990 llegó a obtener un representante en las Cortes de Aragón dentro de CHA: Pedro Lobera. La corriente se caracterizó por mostrarse crítica con las posturas moderadas de CHA. Las principales diferencias entre CHA y Puyalón fueron la postura respecto a la independencia (de Aragón) y las posiciones socialdemócratas de CHA no compartidas por Puyalón (corriente situada a la izquierda del mainstream de Chunta Aragonesista).

### Tensiones internas y escisión en diversas organizaciones del ámbito independentista aragonés
Las tensiones internas debido a la disparidad de opiniones en torno a la expulsión temporal de Chobenalla Aragonesista (que posteriormente llegó a ser readmitida) de CHA que culminaron en la marcha de parte de los miembros comenzaron hacia 2004 con el abandono temporal de Pedro Lobera. Hacia 2006 otra parte de Puyalón liderada por Andrés Castro abandonó CHA y fundó Estau Aragonés, un partido independentista que se apropió del nombre del partido de la década de 1930. La última escisión, protagonizada por la mayoría de miembros (salvo Pedro Lobera y dos concejales) de Puyalón remanentes en CHA —aunque ya en 2007 había participado en la creación del Bloque Independentista de Cuchas— se produjo en 2008, en la VIII Asamblea Nacional de CHA, a la que acudió con sus miembros habiendo anunciado de antemano que no descartaban la creación de un partido político nuevo, mostrando la voluntad de integrarse en la coalición de Bloque Independentista de Cuchas. El partido acabó inscribiéndose como tal el 6 de marzo de 2009 con el mismo nombre de Puyalón.
Puyalón como partido político ya se había definido en enero de 2009 —aún sin haberse inscrito oficiosamente como partido en el registro de partidos políticos— como independentista y socialista revolucionario.

### Participación electoral

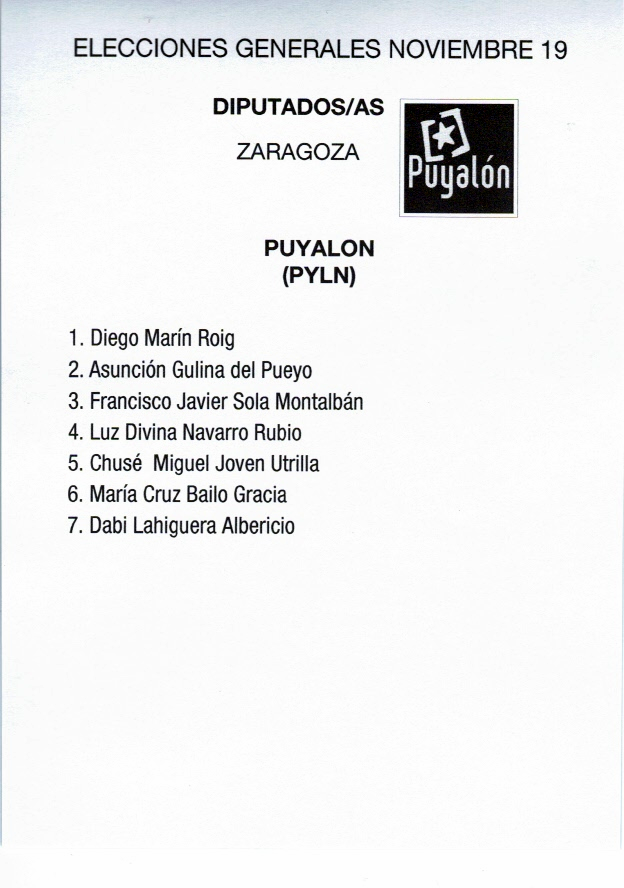
Papeleta electoral de la candidatura presentada por Puyalón por la circunscripción de Zaragoza para las elecciones generales de noviembre de 2019.

### Elecciones municipales de 2011
Puyalón comenzó su participación electoral en las elecciones municipales de 2011. Consiguió un representante en el municipio de Artieda en la Jacetania.

### Elecciones europeas de 2014
Su siguiente participación fue en las elecciones europeas de 2014 como parte de la coalición Los Pueblos Deciden junto a Euskal Herria Bildu, el Bloque Nacionalista Galego (BNG), Andecha Astur, Alternativa Nacionalista Canaria (ANC) y Unidad del Pueblo.
Tras las elecciones consiguieron un diputado, su primer cabeza de lista, Josu Juaristi de EH Bildu, que iría a Bruselas en representación de la coalición. Posteriormente Puyalón llevó sus reivindicaciones al Parlamento Europeo y estuvo presente en sucesivas visitas en 2015 y 2017 para llevar la agenda aragonesa en materia de lengua, hidrología, despoblación, etc.

### Elecciones municipales de 2015
En las elecciones municipales de 2015 Puyalón se presentó tomando parte de Zaragoza en Común, donde participó en su programa electoral, posterior coordinadora y grupos sectoriales en su gobierno. Zaragoza en Común consiguió la alcaldía de Zaragoza a través de Pedro Santiesteve con los votos de PSOE y CHA.
En estas mismas elecciones Puyalón revalidó su representante en el municipio de Artieda a través de Raúl Ramón Iguácel en la candidatura Cambiar-Puyalón, con la que también logró su puesto como consejero de la Comarca de la Jacetania.
Por atro lado Rubén Ramos, miembro de Puyalón, fue votado como representante en el ayuntamiento de Pastriz, a través de la candidatura Ganar Pastriz en Común, con la que también consiguió su puesto como diputado delegado de Formación y Políticas Educativas en la Diputación Provincial de Zaragoza. Puesto al que accedió debido a que los diputados se reparten las diferentes delegacions, a pesar de que la presidencia quedó en manos del PSOE.

### Elecciones generales de 2016
Después de las elecciones fallidas de 2015. En las elecciones generales de 2016, Puyalón se presentó en la coalición aragonesa Chuntas Podemos tras firmar un acuerdo programático con Podemos Aragón. Esto supuso que la coalición Unidos Podemos asumiese el derecho a decidir del Pueblo aragonés. La coalición consiguió un diputado por Zaragoza con Pedro Arrojo y otro en Huesca con Jorge Luis Bail.

### Elecciones generales de 2019
Puyalón se presentó a las elecciones generales de 2019 como única fuerza aragonesista en las tres provincias aragonesas. A las elecciones del 28 d'abril se presentó con la Alianza "Agora Republicas" formada por o Bloque Galego, Andecha Astur, EH Bildu, Esquerra Republicana (ERC) y Ahora Canarias.
Como cabezas de lista al Congreso se presentaron:
- Por Zaragoza Raúl Ramón, consejero comarcal y conceljal de Puyalón en el ayuntamiento de Artieda.
- Por Huesca Amor Olomí, militante de Aragón Sí Puede y destacada activista cultural ribagorzana.
- Por Teruel Chabier Mallor, abogado y mediador de Íxar

Las listas al Senado estaban encabezadas por:
- Emilio Anadón, histórico militante sindical y social, en Zaragoza.
- Alejandro Nasarre, ribagorzano e histórico militante del aragonesismo, en Huesca.
- Guillén González, andorrano y destacado militante social del movimiento juvenil, en Teruel.

Elecciones europeas de 2019
A las elecciones europeas de 26 de mayo de 2019 se volvió a presentar con la alianza Ahora Repúblicas al Parlamento Europeo, donde revalidó un eurodiputado, esta vez con Pernando Barrena junto a Oriol Junqueras, de ERC.
Elecciones municipales de mayo de 2019
El 29 de mayo de 2019 la coalición Espacio Municipalista por Teruel, después de haberse presentado a las elecciones por la alcaldía de Teruel, consigue un concejal. Zésar Corella, exsecretario general de Puyalón, va el segundo en lista, y después de la dimisión de la número uno Blanca Villaroya conseguirá por primera vez la concejalía en un gran ciudad.
Eleccioness generals de noviembre de 2019
Después de la repetición de elecciones, los cambios de estrategia y el cansancio de algunos sectores políticos, la alianza "Agora Republicas" decidió presentarse por separado, y así Puyalón se presentó por primera vez en solitario a unas elecciones generales. Esta vez con unos resultados más discretos, después de la presencia de Chunta Aragonesista en la Coalición "Más País" de Íñigo Errejón.

## Principios
Según su página web, en Puyalón se rigen por una serie de principios organizativos:
- Autodeterminación.
- Un sistema político-social justo y un nuevo modelo económico.
- Soberanía nacional, comarcal, municipal y de base.
- Defensa del patrimonio natural.
- Antifascismo.
- Feminismo.
- Anticapitalismo.
- Aragón trilingüe. (Aragonés, catalán y castellano)
- Laicismo.
- Antiimperialismo.
- Internacionalismo.
- Identidad como pueblo.